# 香川県道27号土庄神懸線
香川県道27号土庄神懸線（かがわけんどう27ごう とのしょうかんかけせん）は香川県小豆郡土庄町から小豆郡小豆島町に至る県道（主要地方道）である。通称「小豆島スカイライン」。

## 概要

### 路線データ
- 起点：小豆郡土庄町馬越（香川県道26号土庄福田線交点）
- 終点：小豆郡小豆島町神懸通（香川県道29号寒霞渓公園線起点）

## 歴史
- 1993年（平成5年）5月11日 - 建設省から、県道土庄神懸線が土庄神懸線として主要地方道に指定される[1]。

## 地理

### 通過する自治体
- 小豆郡土庄町
- 小豆郡小豆島町

### 交差する道路
| 交差する道路             | 市町村名 | 市町村名 | 交差する場所 | 交差する場所 |
| ------------------------ | -------- | -------- | ------------ | ------------ |
| 香川県道26号土庄福田線   | 小豆郡   | 土庄町   | 馬越         | 起点         |
| 香川県道31号嶮岨山線     | 小豆郡   | 小豆島町 | 神懸通       |              |
| 香川県道29号寒霞渓公園線 | 小豆郡   | 小豆島町 | 神懸通       | 終点         |

### 沿線
- 寒霞渓
- 寒霞渓ロープウェイ